# Tabléguikou
Tabléguikou  est une localité du sud de la Côte d'Ivoire et appartenant au département de Divo, Région du Sud-Bandama. La localité de Tabléguikou est un chef-lieu de commune.